# 1904년 하계 올림픽 오스트레일리아 선수단
1904년 하계 올림픽 오스트레일리아 선수단은 미국 세인트루이스에서 개최된 1904년 하계 올림픽에 참가한 올림픽 오스트레일리아 선수단이다. 1개 종목과 2개 세부 종목에서 선수 2명이 참가하였다.

## 선수 집계
| 종목 | 남자 | 여자 | 합계 |
| ---- | ---- | ---- | ---- |
| 육상 | 2    |      | 2    |
| 합계 | 2    | 0    | 2    |

## 종목별 성적

### 트랙 육상
| 선수          | 종목      | 예선 | 예선 | 패자부활전 | 패자부활전 | 결선      | 결선      |
| 선수          | 종목      | 기록 | 순위 | 기록       | 순위       | 기록      | 순위      |
| ------------- | --------- | ---- | ---- | ---------- | ---------- | --------- | --------- |
| 레슬리 맥퍼슨 | 110m 허들 | 불명 | 불명 |            |            | 진출 실패 | 진출 실패 |
| 코리 거드너   | 110m 허들 | 불명 | 4    |            |            | 진출 실패 | 진출 실패 |

필드 경기
| 선수        | 세부 종목 | 기록 | 순위 |
| 레실 맥퍼슨 | 멀리뛰기  | 불명 | 불명 |
| 코리 거드너 | 멀리뛰기  | 불명 | 불명 |

## 참고 자료
- (영어) International Olympic Committee medal winners database
- (영어) George Seymour Lyon - Olympic Individual gold medal winner 1904
- (폴란드어) Pawel, Wudarski (1999). “Wyniki Igrzysk Olimpijskich”. 2008년 10월 14일에 원본 문서에서 보존된 문서. 2006년 12월 17일에 확인함.
- (영어) “Australia:1904 Olympic Results”. sports-reference.com. 2012년 11월 18일에 원본 문서에서 보존된 문서. 2010년 9월 18일에 확인함.
- (영어) 공식 올림픽 보고서 보관됨 2012-02-04 - 웨이백 머신